# Ron Northcott
Ronald Charles Northcott (Innisfail, 31 dicembre 1935 – Calgary, 15 maggio 2023) è stato un giocatore di curling canadese.

## Biografia
Vinse tre edizioni dei campionati mondiali di curling:
- 1966, con George Fink, Bernie Sparkes e Fred Storey.[3]
- 1968, con Jimmy Shields, Bernie Sparkes e Fred Storey.
- 1969, con Dave Gerlach, Bernie Sparkes e Fred Storey,